# Juncus ranarius
Juncus ranarius là một loài thực vật có hoa trong họ Juncaceae. Loài này được Songeon & E.P.Perrier mô tả khoa học đầu tiên năm 1859.

## Hình ảnh

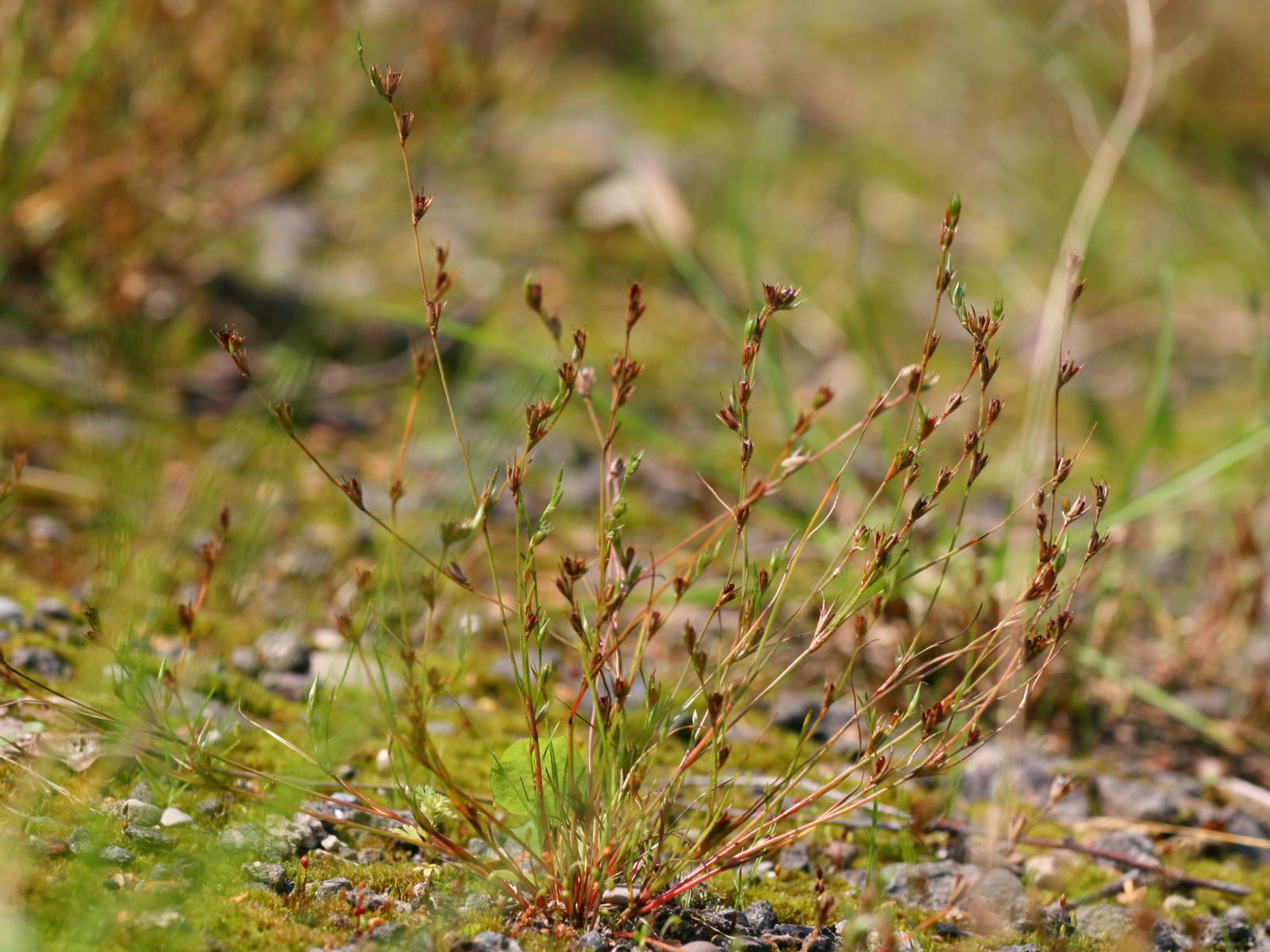